# Thiratoscirtus niveimanus
Thiratoscirtus niveimanus es una especie de araña saltarina del género Thiratoscirtus, familia Salticidae. Fue descrita científicamente por Simon en 1886.
Habita en Brasil.